# Anja Mensching
Anja Mensching (* 1975 in Jena) ist eine deutsche Pädagogin.

## Leben
Nach dem Abitur 1994 am Staatlichen Gymnasium Lobenstein studierte sie von 1994 bis 1998 Sozialwesen (FH); Schwerpunkt: Familienhilfe an der Otto-Friedrich-Universität Bamberg; Abschluss: Diplom-Sozialpädagogin (FH) und von 1999 bis 2001 im Aufbaustudium der Kriminologie an der Universität Hamburg, Abschluss: Diplom-Kriminologin. Nach der Promotion 2006 zum Dr. phil. am Fachbereich Erziehungswissenschaft und Psychologie der FU Berlin (Erstgutachter: Ralf Bohnsack, Zweitgutachter: Günther Ortmann) lehrte sie von 2013 bis 2018 als Professorin für Bildungssoziologie in der Sozialen Arbeit an der Ostfalia Hochschule für angewandte Wissenschaften, Fakultät Handel und Soziale Arbeit, Campus Suderburg. Seit 2018 ist sie Professorin für Pädagogik mit dem Schwerpunkt Organisationspädagogik am Institut für Pädagogik der Christian-Albrechts-Universität zu Kiel.
Ihre Forschungsschwerpunkte sind organisationales Lernen u. Gedächtnis, Organisationskulturen u. Lernpraktiken, informelle Lern- und Bildungsprozesse in organisationalen Kontexten, Führungserfahrungen und Führungspraktiken im organisationalen Kontext, qualitativ-rekonstruktive Polizeiforschung (u. a. Hierarchiebeziehungen in der Polizei, organisationskulturelle Praktiken, Arbeitsanforderungen u. Arbeitsbelastung in der Polizei), Forschung zu marginalisierten Gruppen u. Institutionen der Sozialkontrolle, rekonstruktive Sozialforschung (insbesondere dokumentarische Methode) und qualitativ-rekonstruktive Evaluationsforschung.

## Schriften (Auswahl)
- mit Mirja Kleuker, Yvonne Linke und Michaela Nack: Polizei im Wandel. Binnenverhältnisse in der niedersächsischen Polizei am Beispiel des Einsatz- und Streifendienstes und der für ihn vorgesetzten Ebenen. Abschlussbericht des qualitativen Projektteiles. Hannover 2004.
- Gelebte Hierarchien. Mikropolitische Arrangements und organisationskulturelle Praktiken am Beispiel der Polizei. Wiesbaden 2008, ISBN 978-3-531-15718-4.
- mit Stefanie Kessler (Hrsg.): Bildung und Prävention. Reflexionen aus Theorie und Praxis zu einem viel diskutierten Zusammenhang. Basel 2017, ISBN 3-7799-3487-6.
- mit Astrid Jacobsen (Hrsg.): Polizei im Spannungsfeld von Autorität, Legitimität und Kompetenz. Frankfurt am Main 2018, ISBN 3-86676-545-2.

## Belege
1. ↑  Prof. Dr. Anja Mensching , auf hsu-hh.de

| Personendaten    | Personendaten                           |
| ---------------- | --------------------------------------- |
| NAME             | Mensching, Anja                         |
| KURZBESCHREIBUNG | deutsche Pädagogi und Hochschullehrerin |
| GEBURTSDATUM     | 1975                                    |
| GEBURTSORT       | Jena                                    |